# Finucane-Island-Nationalpark
Der Finucane-Island-Nationalpark (englisch Finucane Island National Park) ist ein etwa 76 km² großer Nationalpark in Queensland, Australien.

## Lage
Der Park befindet sich in der Region Gulf Country und liegt etwa 30 km nordöstlich von Burketown.

## Einrichtungen und Zufahrt
Es gibt weder Wege noch Besuchereinrichtungen im Park. Er kann nur mit dem Boot erreicht werden, entweder über den Albert oder Leichhardt River, das Landsborough Inlet oder den Golf von Carpentaria.

## Landesnatur
Obwohl als Insel nur mit Boot zu erreichen, ist der Finucane-Island-Nationalpark ein Teil des australischen Festlands. Er ist umgeben von Kanälen und Wasserläufen und umfasst ein Mosaik aus Ästuaren, Feuchtgebieten, Salzebenen mit vereinzeltem
Sand-Couch-Grassland und Mangroven. Dabei nehmen die Feuchtgebiete einen Großteil des Parks ein und sind ein wichtiges Habitat für Fische und Wasservögel. In den Seegräsern vor der Küste leben Dugongs, die einzigen pflanzenfressenden Meeressäuger.